# Обращение интеграла Лапласа
Пусть функция {\displaystyle F} комплексного переменного {\displaystyle p=x+iy} удовлетворяет следующим условиям:
1. {\displaystyle F} — аналитическая в области {\displaystyle \mathop {\mathrm {Re} } \,p>a}
2. в области {\displaystyle \mathop {\mathrm {Re} } \,p>a} {\displaystyle F\to 0} при {\displaystyle |p|\to +\infty } равномерно относительно {\displaystyle \arg p}
3. для всех {\displaystyle \mathop {\mathrm {Re} } \,p>a} сходится интеграл {\displaystyle \int \limits _{x-i\infty }^{x+i\infty }\!|F(p)|\,dy}

Тогда функция {\displaystyle F} при {\displaystyle \mathop {\mathrm {Re} } \,p>a} является изображением функции {\displaystyle f} действительной переменной {\displaystyle t}, которую можно найти по формуле
{\displaystyle f(t)={\frac {1}{2\pi i}}\int \limits _{x-i\infty }^{x+i\infty }\!e^{pt}F(p)\,dp,\quad x>a}
Эта формула называется формулой Меллина, а интеграл — интегралом Меллина (названы в честь финского математика Ялмара Меллина). Во многих случаях интеграл Меллина может быть вычислен с помощью вычетов. А именно, если функция {\displaystyle F}, заданная в области {\displaystyle \mathop {\mathrm {Re} } \,p>a}, может быть аналитически продолжена на всю плоскость комплексного переменного с конечным числом особых точек {\displaystyle p_{1},p_{2},\dots ,p_{n}} и её аналитическое продолжение удовлетворяет при {\displaystyle \mathop {\mathrm {Re} } \,p<a} условиям леммы Жордана, то
{\displaystyle f(t)=\sum _{k=1}^{n}\mathop {\mathrm {res} } _{p=p_{k}}(e^{pt}F(p))}